# 藻類生質燃料

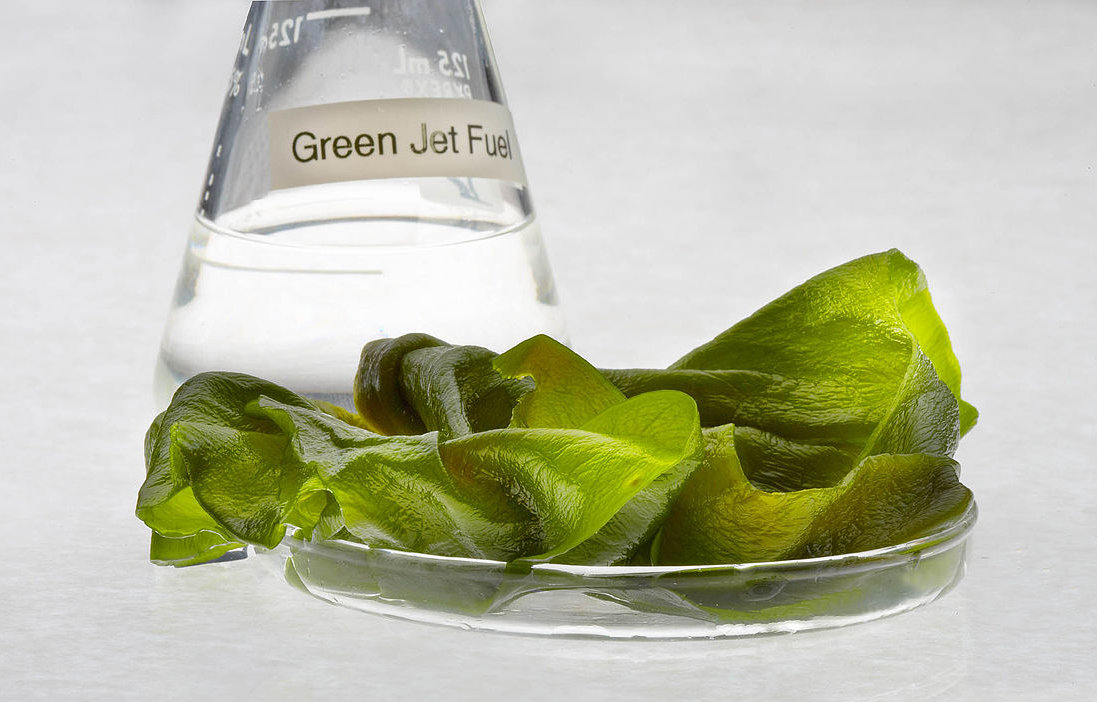
錐形瓶中的“綠色”噴射機燃油是藻類製成的。

藻类生物质燃料（Algal biofuel）是以藻（Algae）作原料制成可以替代石化燃料的生物燃料。多國政府及私人公司已經投入資金研究減少其成本以使其能作商業應用。藻類燃料在燃燒時與石化燃料一樣會產生二氧化碳，但藻類在生長期間已在自然界吸收了二氧化碳，所以能達至減排二氧化碳的效果。

## 優點及缺點
藻類生物质燃料本身固然能達至減排二氧化碳的效果，而且能被生物降解，對環境影響相當少。就算相比其他生物质燃料，藻類生質燃料也有不少好處。藻類的生產不會佔用適合耕作的地方，所需水資源非常少，所用的水可以是海水又或廢水。生產所需的土地面積相當少，美國能源部估計，如果以藻類生質燃料替代石化燃料，只需要39,000km2的土地作生產用就能足夠全美國使用，只佔全美國0.42％面積，又或小於全美國1/7面積的玉米農地。而且藻類生物质燃料的用途相當廣泛，可以取代相當多的石化燃料的用途。
但藻類生物质燃料的成本相當高，約是其他生質燃料的10-1000倍。

## 燃料用途
藻類的脂類及油性部份在提取後可以經過轉化程序變成生質柴油，而餘下的碳水化合物成份可經發酵過程制成乙醇和生物丁醇。

### 生物质柴油
美國能源部在1978年－1996年曾經進行一個名為水生物種計畫與微生藻類相關的研究，結論是生物柴油是目前唯一的方法能夠產生足夠的燃料以取代柴油滿足全球的需求。而相對其他生物质生質燃的方法，藻類生質燃料是較為可行的方法。因為藻類浮在營養劑生長，無需生長出結構性的組織（如纖維）以作支撐用，又吸收營養較快生長速度非常高，而且能被轉化成燃料的質量比例也高不少（藻類達60%，而大豆只有2－3%），藻類的產量可達每年每km24M7 m3，（烏桕也只得650 m3）。而微藻類能被大量高速生產，其生成的油份可轉化成為生物质柴油給汽車用。

### 生物质丁醇
以太陽能作能源的生物煉製能生產藻類或矽藻類，從而可轉化出丁醇。這種燃料的能量度只比汽油低10%，大於乙醇或甲醇。大部份的汽油內燃機都可以在沒有修改的情況下直接以丁醇作燃料。若與汽油混合一起使用，可得到比變性乙醇或E85乙醇汽油（乙醇85%與15%汽油混合）更好的性能及耐腐蝕性。

### 航空燃料
由於航空業用的燃料，航空燃料的價格上升，迫使業界對以藻類生質燃料作航空用燃料作研究，例如IATA國際航空運輸協會支持研究、發展及推廣使用藻類生質燃油，期望在2017年其會員中藻類生質燃料能佔10%用量。
荷蘭航空、新西蘭航空、漢莎及維珍航空四間航空公司已在試驗性使用。
美國的國防高等研究計劃署（DARPA）在2010年宣佈美軍快將大量採用由藻類轉化而成的航空燃料，成本為每加侖小於3美元。期望在2013年產量能達至每年5千萬加侖，進而使得成本能降至石化燃料的水平。生產計劃由SAIC及General Atomics兩家公司執行。

## 藻類養殖
藻類在每單位面積相比较于傳統的作物，如油菜、棕櫚、大豆和麻風樹等，可以產生高達300倍以上的油。由於藻類平均收穫週期為1到10天，它們的養殖允許在很短的時間框架内，和每年作物相關的收成（Chisti 2007）相比，这是不同的策略考量。
藻類可以生長在不適合於其他作物的陸地上，例如，乾燥的土地，土地過度鹽漬土，遭受乾旱的土地。這最大限度地減少占用種植糧食作物的土地問題（Schenk et al. 2008），藻類比糧食作物可以生長快20至30倍。

### 光生物反应器
大部分的公司追求藻類生質燃料，都是采用把含有营养丰富的水泵入通过塑料或玻璃试管（称为“生物反应器”），暴露在阳光下（所谓的「光生物反应器」或PBR）。